# FC2
FC2(한국어: 에프씨투)는 일본의 포르노 동영상 관련 웹사이트이다. 사이트는 일본 사이트지만 법인을 미국에 두고 있다. 스팅 서비스를 중심으로 웹서비스 전개중이며, 그 중에서도 FC2 블로그는 일본 내에서 가장 많은 회원이 이용하고 있다. 애니메이션, 게임 소위 매니아 문화를 좋아하는 회원들이 많다고 일컬어지며, 근래에는 다언어 지원 서비스를 시작하여 많은 회원의 주목을 받고 있다.

## 역사
- 1999년 7월 FC2, Inc. 설립
- 호스팅 서비스 시작

2001년 2월
FC2 웹 무료 홈페이지 서비스 시작
렌털 서버 도메인 서비스 시작
- 2001년 4월

스고이 카운터 서비스 시작
- 2002년 2월

텍스트 광고 서비스 시작
- 2002년 7월

전용 렌털 서비스 시작
- 2003년 1월

무료 분석 서비스 시작
무료 렌털 BBS 서비스 시작
- 2003년 2월

모바일 무료 홈페이지 시작
- 2003년 5월

무료 투표 시스템 렌털 서비스 시작
무료 렌털 그림일기 서비스 시작
- 2003년 7월

FC2 애플리케이션 서비스 시작
- 2003년 11월

무료 렌털 채팅 서비스 시작
- 2004년 5월

메일 형식・무료 메일 서비스 시작
- 2004년 9월

뉴스 검색 서비스 시작
FC2 네트워크 서비스 시작
- 2004년 10월

FC2 블로그 서비스 시작
- 2004년 11월

무료 렌털 장바구니 서비스 시작
- 2005년 2월

무료 홈페이지 시스템 변경
전 서비스 통합 FC2ID 시작
- 2005년　3월

무료 즐겨찾기 서비스 시작
- 2005년　8월

블로그 쟝키 서비스 시작
FC2 랭킹 서비스 시작
- 2006년 1월

FC2 블로그 랭킹 서비스 시작
FC2 카운터 서비스 시작
- 2006년 4월

SNS 렌털 서비스 시작
- 2006년 7월

FC2 마이 서치 서비스 시작
- 2006년 8월

FC2 즐겨찾기 사이트 갱신
FC2 렌털 서버 시스템 변경
FC2 도메인 시스템 변경
- 2006년 10월

SEO 링크 서비스 시작
FC2 키워드 서비스 시작
- 2007년 2월

FC2 소셜 스팸 서비스 시작
- 2007년 5월

FC2 아이콘 서비스 시작
FC2 유료 기사 서비스 시작
- 2007년 7월

FC2 미니 블로그 PIYO 서비스 시작
- 2007년 8월

FC2 블로그 서비스 시작
- 2007년 10월

FC2 화제의 광고 서비스 시작
- 2008년 4월

FC2 데코페 서비스 시작
FC2 카운터（영어, 중국어(간체・번체)）
- 2008년 5월

FC2 박수 서비스 시작
FC2 블로그（영어）
- 2008년 6월

FC2 크리에이터 서비스 시작
- 2008년 7월

FC2 블로그（중국어(간체)）
FC2 화상 축소 서비스 시작
- 2008년 8월

FC2 블로그（중국어(번체)）
- 2008년 11월

FC2 소설 서비스 시작
- 2009년 1월

FC2 블로그（한국어, 타이어）
- 2009년 2월

FC2 블로그（스페인어, 독일어）
- 2009년 4월

FC2 블로그（러시아어）
- 2009년 5월

FC2 블로그（프랑스어）
- 2009년 7월

FC2 카운터（한국어, 스페인어, 독일어, 프랑스어, 러시아어）
- 2009년 8월

FC2 백업 서비스 시작
- 2009년 9월

FC2 동영상（영어, 중국어(간체・번체), 한국어, 스페인어, 독일어, 프랑스어, 러시아어）서비스 시작
- 2009년 10월

FC2 렌털 서버 Lite 서비스 시작
- 2009년 12월

FC2 분석（영어, 중국어(간체・번체), 한국어, 스페인어, 독일어, 프랑스어) 서비스 시작
- 2010년 4월

FC2 Knowhow 서비스 시작
- 2010년 6월

FC2 액세스 랭킹(영어, 중국어(간체・번체), 한국어, 스페인어, 독일어, 프랑스어) 서비스 시작
- 2010년 6월

FC2 박수(영어, 중국어(간체・번체), 한국어, 스페인어, 독일어, 프랑스어) 서비스 시작
- 2010년 7월

FC2 BBS（영어, 중국어(간체・번체), 한국어, 스페인어, 독일어, 프랑스어) 서비스 시작
- 2010년 8월

FC2 라이브 채팅 서비스 시작
- 2010년 9월

FC2 Knowhow (영어, 중국어(간체・번체), 한국어, 스페인어, 독일어, 프랑스어) 서비스 시작
- 2011년 1월

SayMove! 사이트 운영권 양도 받음
- 2011년 4월

FC2 SNS (영어, 중국어(간체・번체), 한국어, 스페인어, 독일어, 프랑스어) 서비스 시작